# Dariusz Twardoch
Dariusz Twardoch (* 11. Dezember 1957 in Warschau; † 25. Februar 2021 in Kazimierz Dolny) war ein polnischer zeitgenössischer Maler, Illustrator und Dichter. Er ist für seine über Jahrzehnte gefertigten Bilder zum Leben zweier Puppenfiguren bekannt.

## Leben
Twardoch wurde in Warschau geboren, hier verbrachte er den größten Teil seines Lebens. Seine Eltern waren Jan und Elżbieta Twardoch. Der Künstler spezialisierte sich auf die trockene Pastellmalerei – eine Maltechnik, die umfangreiche technische und handwerkliche Kenntnisse erfordert. Twardoch schuf Bilder und illustrierte Bücher für Kinder und Erwachsene, darunter Schulbücher, wie auch ein vom polnischen Ministerstwo Edukacji Narodowej herausgegebenes Nachschlagewerk für Kinder. Von ihm illustrierte Bücher erschienen in Deutschland in dem auf Kinderliteratur spezialisierten Storyteller-Verlag in Bönnigheim.
Telewizja Polska produzierte drei Dokumentarsendungen, die dem Werk von Dariusz Twardoch gewidmet waren. Die Bilder des Künstlers wurden in zahlreichen Ausstellungen gezeigt. Neben solchen in polnischen Städten fanden folgende im Ausland statt:
Einzelausstellungen
| - 1991 – London (Vereinigtes Königreich) - 1993 – Vierzon (Frankreich) - 1995 – Luxemburg | - 1995 – Chicago (USA) - 1996 – Chicago (USA) - 1996 – Melbourne (Australien) | - 1997 – Clerf (Luxemburg) |

Gruppenausstellungen
| - 1985 – Kopenhagen (Dänemark) - 1985 – Basel (Schweiz) - 1985 – Malmö (Schweden) - 1985 – Berlin (Deutschland) - 1986 – Prag (Tschechische Republik) | - 1986 – Frankfurt am Main (Deutschland) - 1990 – Paris (Frankreich) - 1990 – Saint-Cyprien (Frankreich) - 1993 – Prag (Tschechischen Republik) - 1994 – Todtnau (Deutschland) | - 1994 – Vierzon (Frankreich) - 1994 – Taipeh (Taiwan) - 1995 – Lellingen (Luxemburg) |

Twardoch war Gewinner zahlreicher polnischer und ausländischer Preise. So erhielt er 1994 den Publikumspreis beim Malwettbewerb in Vierzon. Auch beim Kunstfest in Lellgen erhielt er im Jahr 1995 den Publikumspreis. 1996 nahm er mit einem Werk an einer internationalen Triennale in Osaka teil; hier wurde ihm der 3. Jury- und Publikumspreis zugesprochen.

## Werk
Twardoch schuf über einen Zeitraum von 30 Jahren eine märchenhafte Gemäldeserie, die von den Märchen der Dichter und Autoren Bolesław Leśmian und Konstanty Ildefons Gałczyński inspiriert war. Die Bilder erzählen die Geschichte und von der Welt zweier Theaterpuppen, die von dem Direktor des Puppentheaters alleingelassen wurden, und sich nun auf sich selbst gestellt in der realen Welt zurechtfinden müssen. Der Künstler versucht zu ergründen, wie sich das Leben der Puppen entwickelt, nachdem sie verlassen wurden.
Die Puppenfiguren, die Helden seiner Gemälde, verweisen auf die unbeschwerten Jahre der Kindheit und leiten über zu den Träumen und Gefühlen der Menschen: Liebe, Sehnsucht und Einsamkeit. Die Zerbrechlichkeit der kleinen Puppen wird nicht nur durch die von Twardoch verwendete Pastellfarbe betont, sondern auch durch die zarte Poesie, die er vielen Gemälde beigefügt hat, verstärkt. Diese kurzen Sätze, die der Autor im Passepartout unter den Gemälden platziert hat, sind ein charakteristisches Merkmal seiner überwiegend kleinformatige Gemälde, die jeweils eine in sich abgeschlossene Szene darstellen.
Twardoch über seine Malerei:

„Die Welt von Ludieńki war einst eine Welt der Puppen und Puppenspieler. Der Puppenspieler ging, verließ die Menschen und von da an waren sie auf sich allein gestellt. Genau wie wir.“

Die erste posthume Ausstellung von Werken Twardochs erfolgte im Januar 2023 im Baj-Theater in Warschau, dem ältesten Puppentheater Polens; es wurde 1928 gegründet und 1954 verstaatlicht. Hier hatte der Künstler auf Wunsch der Theaterleitung bis kurz vor seinem Tod großformatige Wandgemälde gefertigt; diese Arbeiten waren seine letzten. Neben den Wandgemälden wurden Bilder und Grafiken Twardochs gezeigt.